# Leesburg (Alabama)
Leesburg é uma cidade  localizada no estado americano do Alabama, no Condado de Cherokee.

## Demografia
Segundo o censo americano de 2000, a sua população era de 799 habitantes.
Em 2006, foi estimada uma população de 834, um aumento de 35 (4.4%).

## Geografia
De acordo com o United States Census Bureau, a localidade tem uma área de 16,7 km², dos quais 16,6 km² cobertos por terra e 0,1 km² cobertos por água. Leesburg localiza-se a aproximadamente 283 m acima do nível do mar.

## Localidades na vizinhança
O diagrama seguinte representa as localidades num raio de 24 km ao redor de Leesburg.